# Antanas Mažeika
Antanas Mažeika – litewski strzelec, medalista mistrzostw świata.

## Kariera
Mažeika zdobył dwa medale na mistrzostwach świata. Wraz z drużyną został srebrnym medalistą w pistolecie szybkostrzelnym z 25 m na zawodach w 1937 roku (skład zespołu: Pranas Giedrimas, Antanas Karčiauskas, Antanas Mažeika, Vladas Nakutis, Kazys Sruoga) i 1939 roku (skład drużyny: Pranas Giedrimas, Antanas Jelenskas, Antanas Mažeika, Jonas Miliauskas, Vladas Nakutis). Indywidualnie uplasował się odpowiednio na 20. i 22. miejscu.
Zdobył przynajmniej dwa złote medale mistrzostw Litwy w zawodach drużynowych (1936, 1937). W 1938 roku zwyciężył w dwóch konkurencjach podczas olimpiady narodowej. Przynajmniej czterokrotnie poprawiał rekordy kraju w różnych konkurencjach.

## Wyniki

### Medale mistrzostw świata
Opracowano na podstawie materiałów źródłowych:
| Mistrzostwa   | Konkurencja                              | Wynik                           | Miejsce |
| ------------- | ---------------------------------------- | ------------------------------- | ------- |
| Helsinki 1937 | Pistolet szybkostrzelny, 25 m, drużynowo | 244 lub 91 pkt. (druż.)         | srebro  |
| Lucerna 1939  | Pistolet szybkostrzelny, 25 m, drużynowo | 268 pkt. (druż.) 53 pkt. (ind.) | srebro  |